# Boules de Baoding

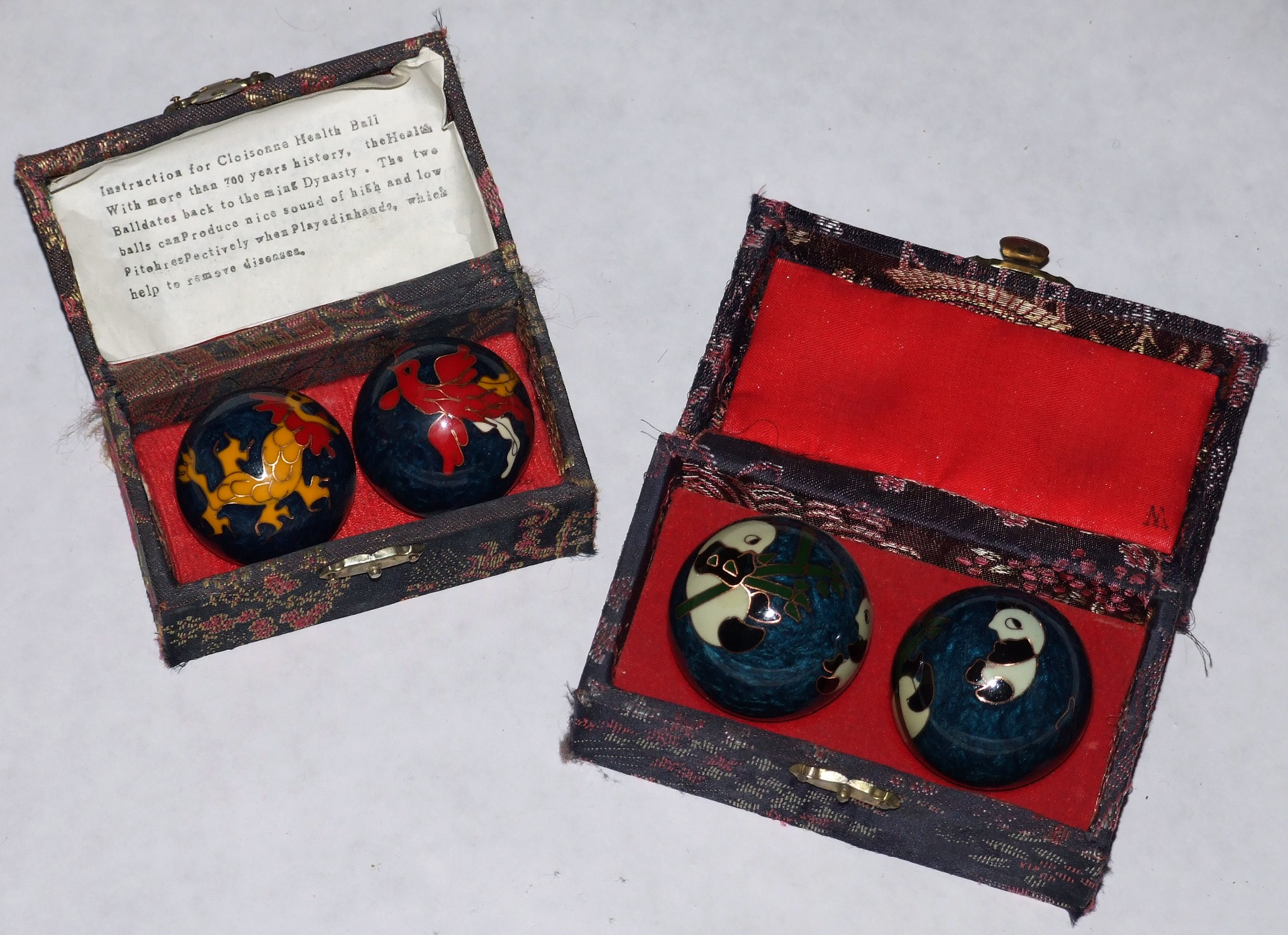

Les boules de Baoding ou boules chinoises sont des boules métalliques utilisées par deux en les faisant tourner à plusieurs reprises dans la main.

## Histoire
Les premières boules de Baoding ont probablement été créées dans le Hebei, en Chine, pendant la dynastie Ming.

## Utilisation
L'exercice de base consiste à tenir deux boule de Baoding dans la paume d'une main, en les faisant tourner (en changeant la position relative des deux balles) tout en maintenant un contact constant entre elles, elles peuvent ainsi être destinées à améliorer la dextérité des doigts, à détendre la main ou à aider à la récupération de la force musculaire et de la motricité après une opération chirurgicale

## Galerie

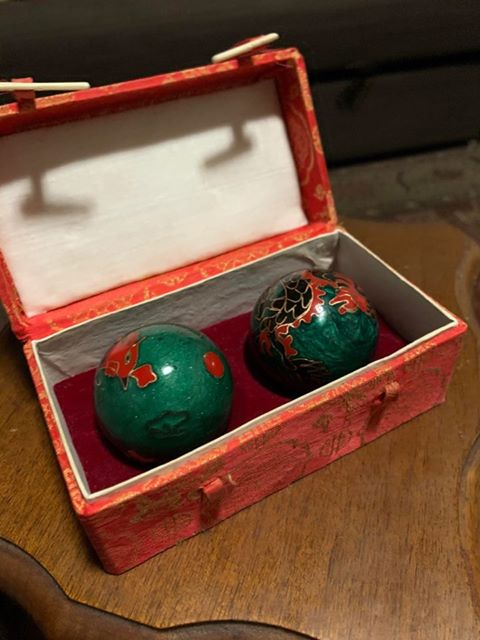
Boules de Baoding reposant dans leur étui.
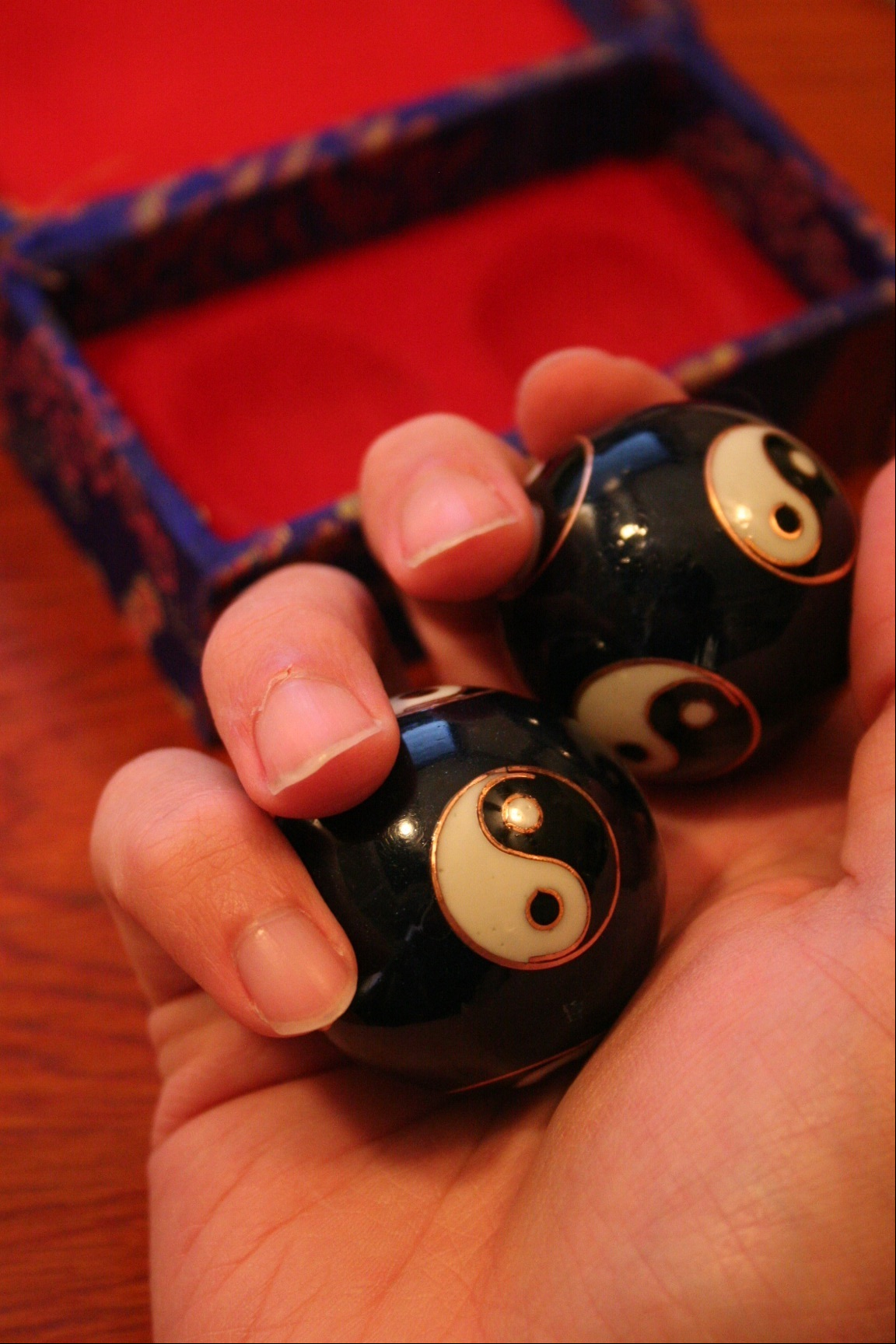
Boules de Baoding en cours d'utilisation.